# Города Боливии
Согласно Национальному институту статистики Боливии (INE), город классифицируется как территория, в которой границы города можно определить, а его местное самоуправление признано. В Боливии 1384 города. По состоянию на 21 ноября 2012 года, дату последней национальной переписи населения, в 53 городах Боливии проживает не менее 10 000 человек, согласно подсчетам INE. В этих 53 городах проживает 6 162 346 человек, что составляет 61,4 % населения страны. Самый большой город — Санта-Крус-де-ла-Сьерра. За исключением департамента Ла-Пас, столица каждого департамента является крупнейшим городом в соответствующем департаменте. В департаменте Санта-Крус больше всего 18 городов, а в Пандо и Чукисака меньше всего — 1.
Список городов Боливии и крупнейших населенных пунктов:
- Санта-Крус-де-ла-Сьерра (исп. Santa Cruz de la Sierra)
- Эль-Альто (исп. El Alto)
- Ла-Пас (исп. La Paz) — фактическая столица Боливии.
- Кочабамба (исп. Cochabamba)
- Оруро (исп. Oruro)
- Сукре (исп. Sucre) — официальная столица Боливии.
- Тариха (исп. Tarija)
- Потоси (исп. Potosí)
- Сакаба (исп. Sacaba)
- Киллаколло (исп. Killacollo)